# Église Sainte-Foy de Sélestat
Pour les articles homonymes, voir Église Sainte-Foy.
L'église Sainte-Foy (appelée également St.-Fides-Kirche en allemand) est construite au XIIe siècle dans le style roman, en plein cœur de la ville de Sélestat, dans le Bas-Rhin. Elle se situe tout près de l'église gothique Saint-Georges et de la Bibliothèque humaniste. 
Elle constitue le seul vestige de l'ancien prieuré des bénédictins puis des jésuites, dont elle était l'église conventuelle.
L'édifice fait l'objet d'un classement au titre des monuments historiques depuis 1862,.

## Construction de l'église (XIe–XIIesiècles)
Un premier édifice, dédié au Saint-Sépulcre, est érigé vers 1087. La crypte, ainsi que quelques remplois sculptés, témoignent de cette église primitive, construite par Hildegarde von Schlettstadt ou Hildegarde de Mousson-Montbéliard qui fut une mécène allemande du haut Moyen Âge. 
Veuve de Frédéric de Büren, elle fit bâtir l’église Sainte-Foy à Sélestat et en fit don à l'abbatiale Sainte-Foy de Conques. Elle mourut en 1094 et fut inhumée dans la crypte de l’église Sainte-Foy. Lors de fouilles en 1892, son cercueil a été retrouvé intact et ses restes étaient recouverts d'une couche de chaux, laissant penser qu'elle était morte de la peste. Cette découverte a permis de réaliser un moulage de son buste et de sa tête, aujourd'hui exposé dans un musée de Bad Wimpfen, un autre moulage a été placé dans la crypte de l'église, et un troisième à la Bibliothèque humaniste de la cité. Mais il existe un doute : le buste serait peut-être celui de sa fille Adélaïde, car Hildegarde est décédée à l'âge de 72 ans, et le buste révèle plutôt une femme bien plus jeune, dans la quarantaine.

Le neveu du pape alsacien Léon IX, le comte Hugo d'Eguisheim, est assassiné en 1089 dans la chambre même de l'évêque Othon de Hohenstaufen, qui l'avait invité en signe de réconciliation après un conflit armé qui les avait opposés. Le meurtrier était l'échanson de l'évêque. Le prélat n'y était probablement pour rien, mais le pape, qui connaissait en lui un adversaire dans le cadre de la Querelle des Investitures, le sanctionna comme s'il était coupable. La tradition rapporte que sa mère Hildegarde, dont l'ascendance est alsacienne, avait été prise de remords par ces crimes. Elle décide alors en 1094 d'effectuer une donation à des bénédictins, de ses terres situées à Sélestat. Elle choisit les moines de l'abbaye Sainte-Foy de Conques, en Rouergue, sans doute à la suite d'un pèlerinage effectué à Saint-Jacques-de-Compostelle. Les biens de l'abbaye reviennent à Berthe, fille de Louis le Germanique et abbesse de Felix et Régula, à Zurich, conformément à un acte de Lothaire II établi en 869.

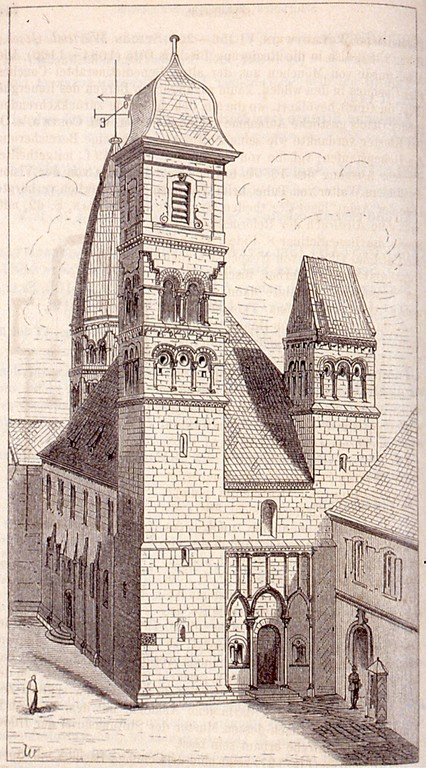
L'église Sainte-Foy de Sélestat au XIXe siècle.

Une église prieurale est érigée entre 1152 et 1190, grâce à des dons de Frédéric Barberousse. Ce dernier est également bienfaiteur à la même époque du mont Sainte-Odile, où il nomme les abbesses Relendes et Herrande, et entoure le monastère d'une ceinture de châteaux, avant de partir pour la troisième croisade, qui lui sera fatale. Le nouvel édifice, construit sur un plan basilical avec un transept peu marqué, présente un style qui se rapproche davantage des réalisations lorraines et bourguignonnes que de l'art roman rhénan. Les bénédictins veillent sur le sanctuaire jusqu'au début du XVe siècle et le dernier prieur, Raimond de la Romiguière, quitte Sélestat en 1424. L'évêché de Strasbourg, qui prend l'église et le prieuré en charge, les met en 1615 à la disposition de jésuites. Ceux-ci engagent alors des transformations de style baroque, en vogue à cette époque. Seules la première fenêtre à droite et celle au-dessus du portail Nord sont d'origine. La tour octogonale surmontant le transept échappe elle aussi aux remaniements. La tour Nord est surhaussée et des tribunes, réalisées par le sculpteur Stéphane Exstel, sont ajoutées en 1616-1617. Une école est construite entre 1742 et 1745 et les bâtiments du prieuré sont remplacés en 1688, avant de subir une nouvelle restauration de 1753 à 1757. Le frère Jean Anderjoch, menuisier, est chargé de la reconstruction, durant laquelle il s'inspira probablement des plans de l'architecte Gallay.
La ville cède les bâtiments après le départ des jésuites en 1765, afin de loger les officiers. Ils sont complétés en 1769, d'après des plans de l'architecte Gouget, par de nouveaux bâtiments nommés le pavillon. Les bâtiments sont affectés à l'enseignement et à la cure après 1874 et, en 1882, l'extrémité Nord de l'aile Ouest est détruite. L'église fait l'objet d'une restauration par l'architecte Charles Winkler, entre 1889 et 1893. La tour Nord est rabaissée et la tour Sud est élevée d'un niveau supplémentaire, avec l'adjonction de flèches rhomboïdales avec un pignon néo-roman. Les tribunes de la nef sont supprimées et un nouveau toit est posé sur le vaisseau central, ainsi que sur les bas-côtés. Des sculptures néo-romanes sont installées à l'intérieur et à l'extérieur, par Émile Sichler et P. Gachon. Certains chapiteaux des tours et les deux lions du porche sont remplacés, les anciens étant conservés au musée de Sélestat.

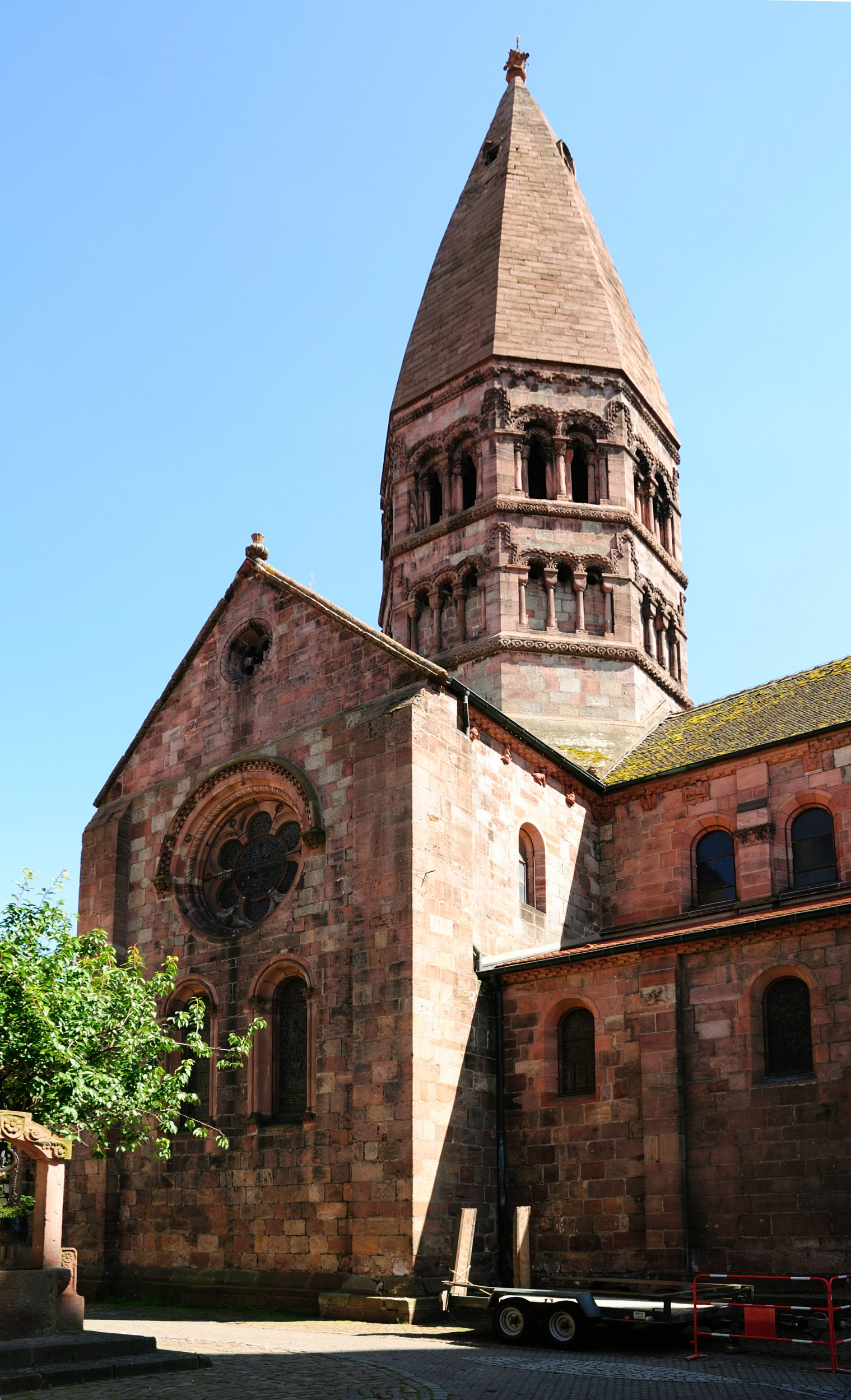
La tour-lanterne de  l'église Sainte-Foy.
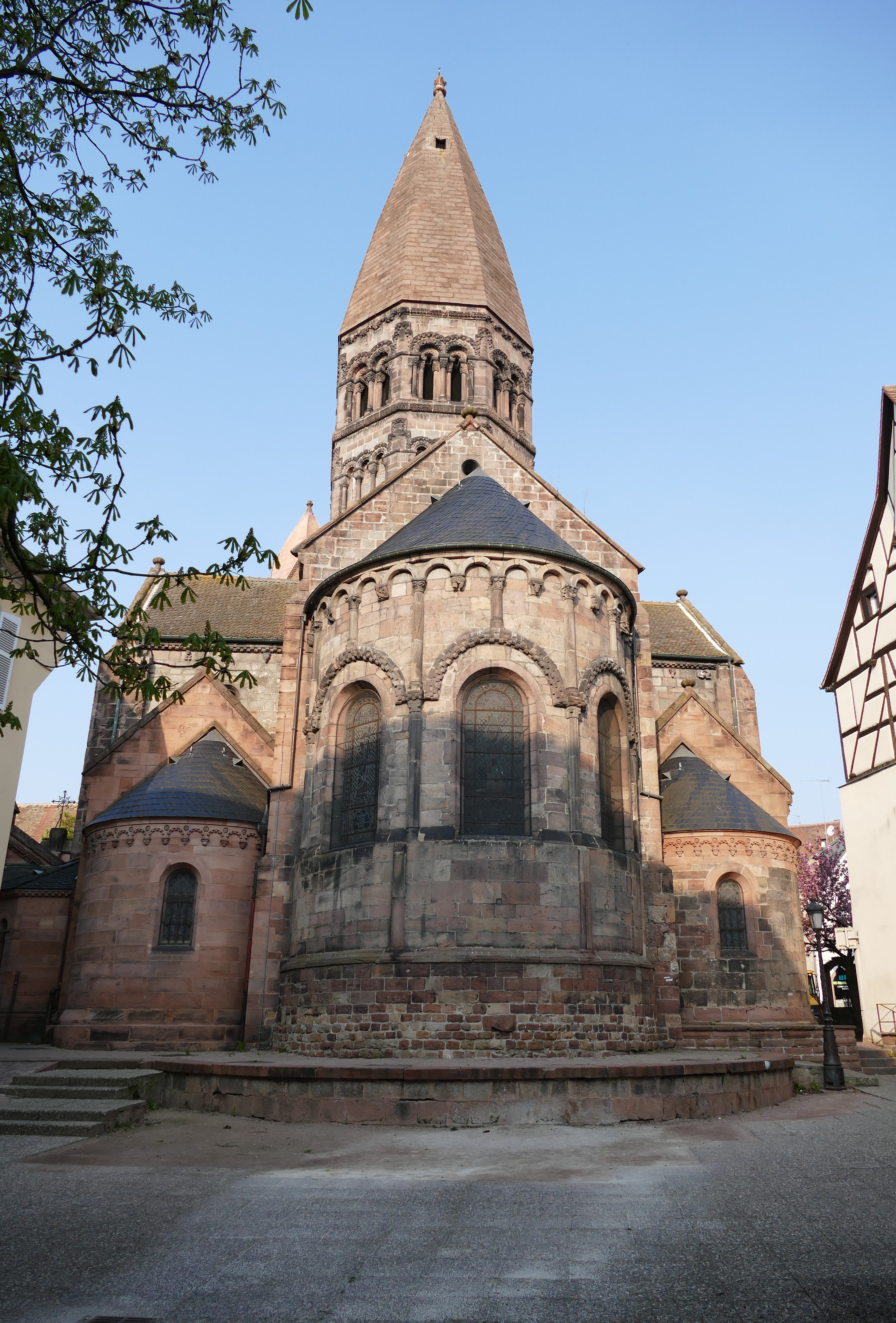
Le chevet roman.
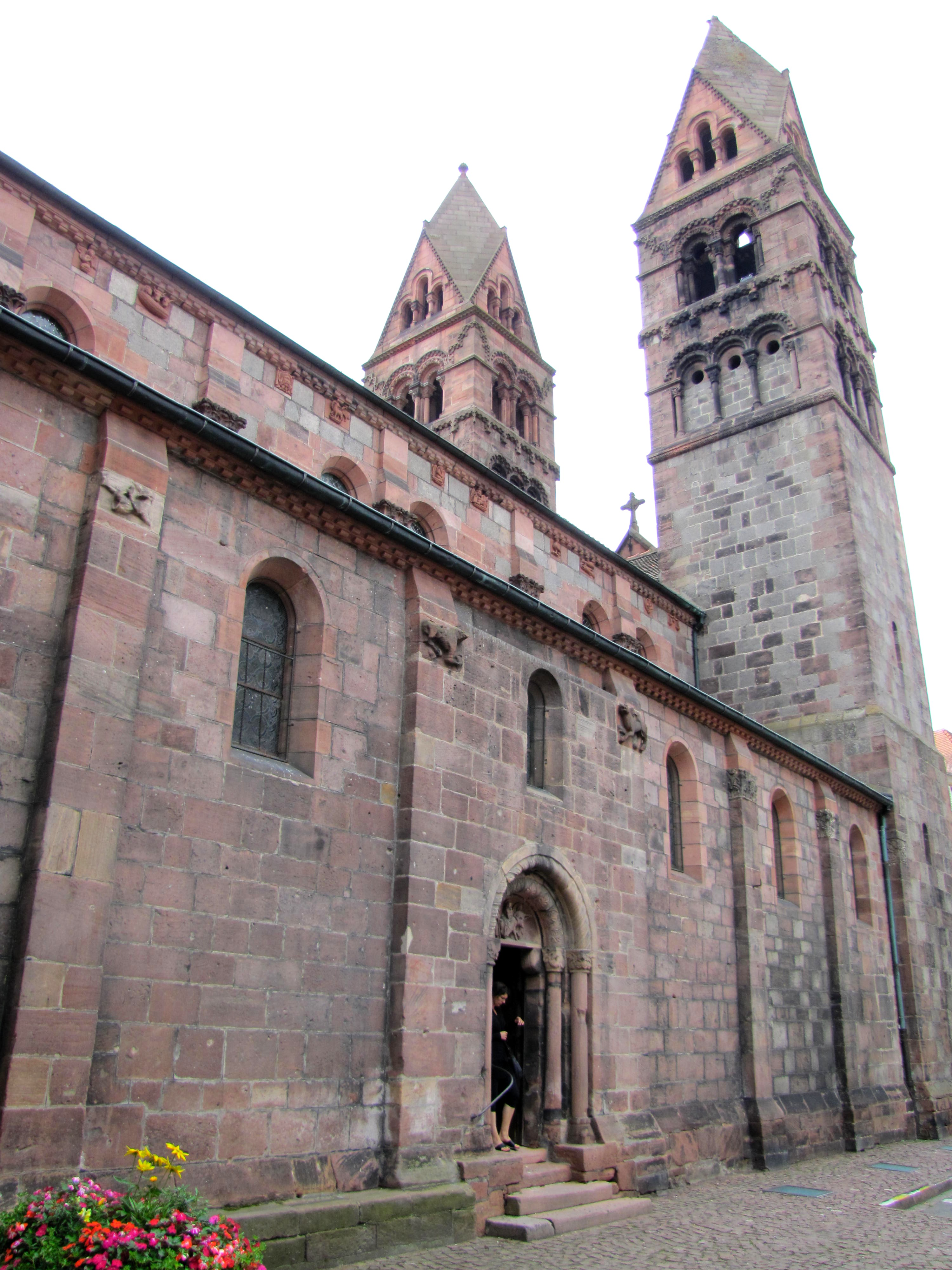
La façade nord.

### Portails
Le portail principal de l'église, datant de la  seconde moitié du XIIe siècle, conserve toutes ses sculptures d'origine. Les vantaux en bois et le décor, peint sur le tympan, sont réalisés d'après les projets, datés de 1890 de l'architecte Charles Winkler. Des atlantes accroupis sont représentés sous les coussinets, ainsi que des anges, des serpents, des monstres ailés et une tête de lion sur les chapiteaux. Le Jugement dernier et le Tétramorphe décorent le tympan, ainsi que des palmettes sur les rouleaux. 

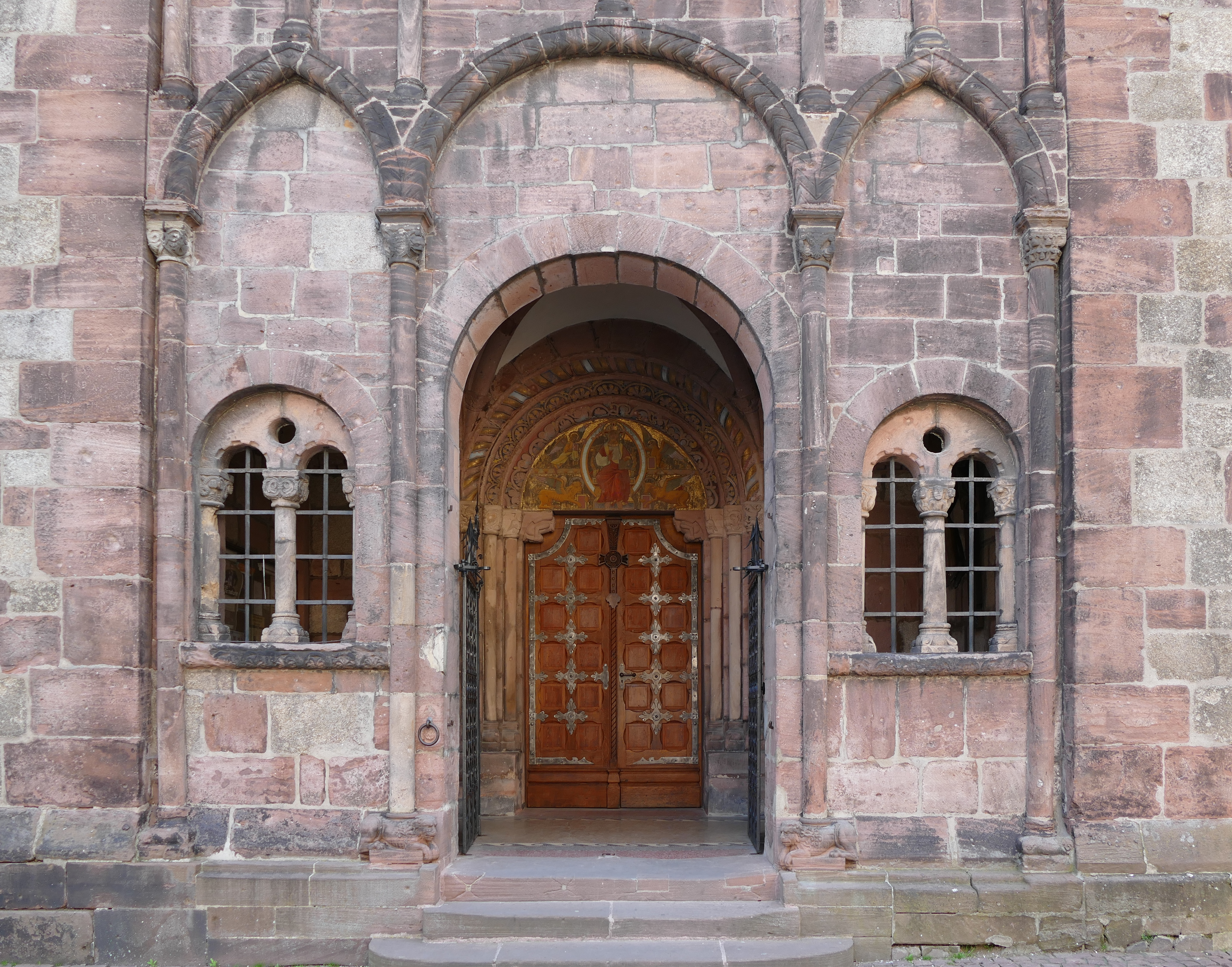
Le portail principal roman du XIIe siècle.
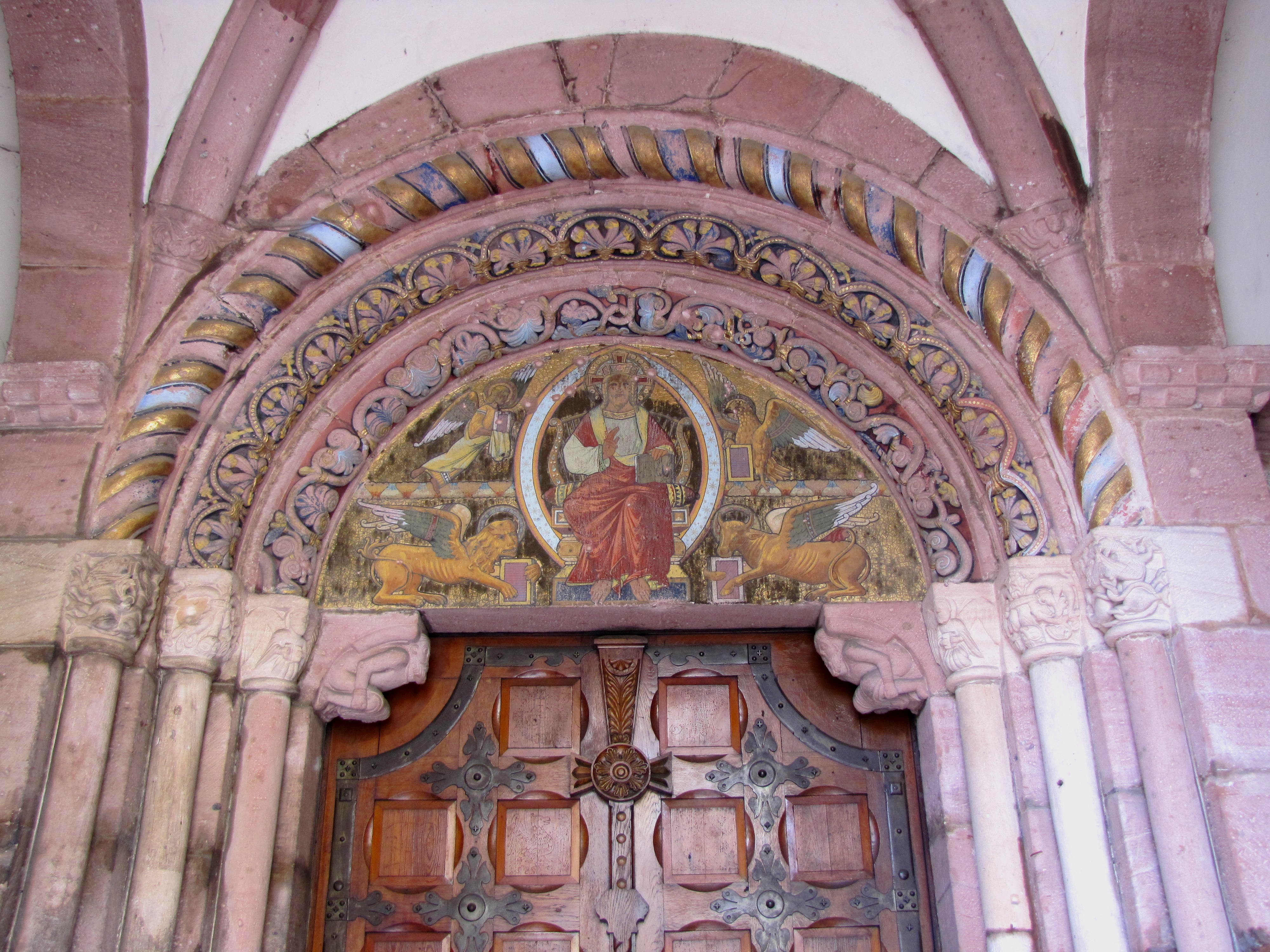
Le tympan du portail principal, de 1890 par Charles Winkler.
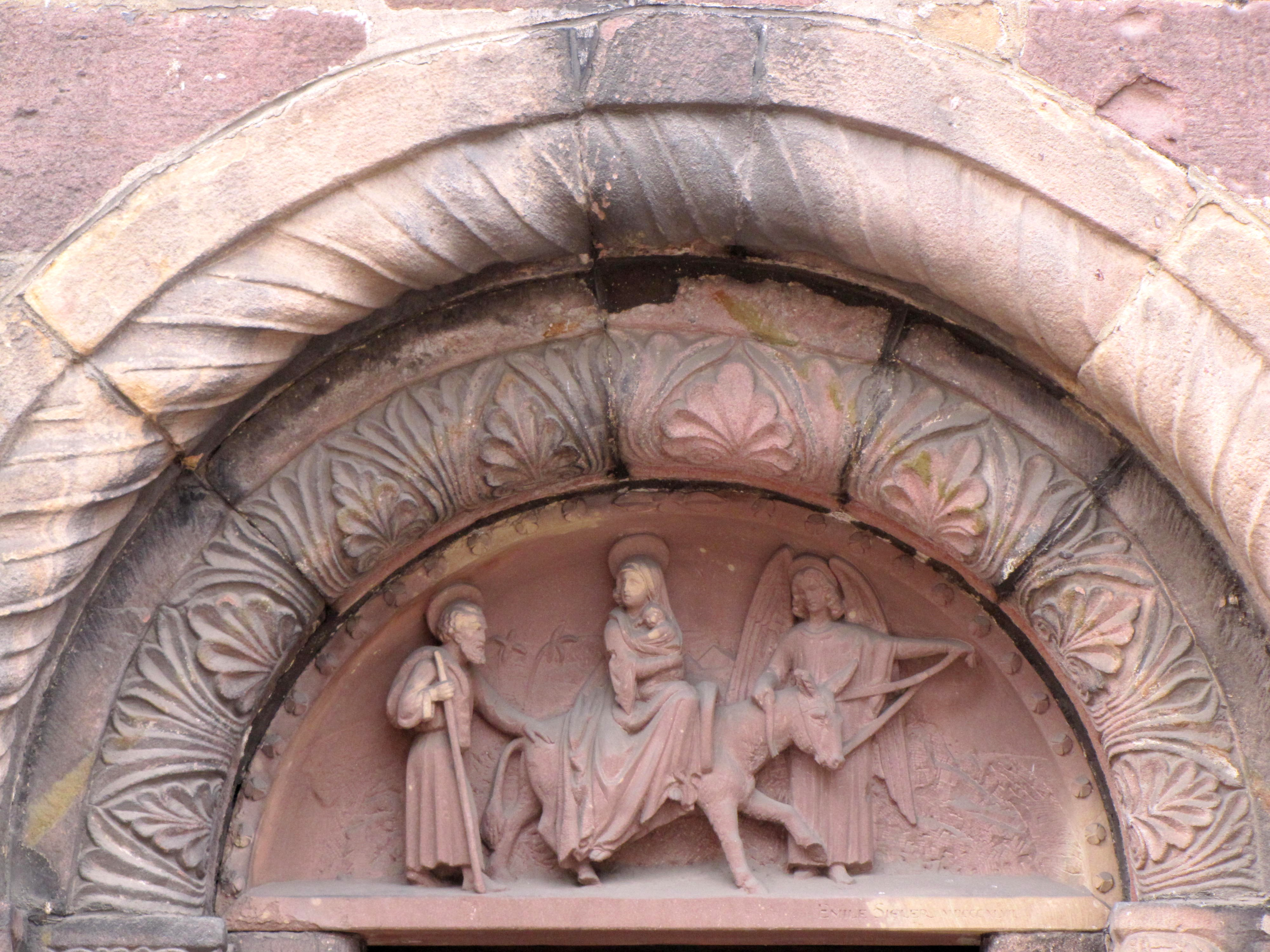
Le tympan du portail nord, orné d'une fuite en Égypte, sculpté en 1847 par Émile Sichler.

La porte Nord romane, à colonnes, coussinets et rouleaux sculptés, date de la seconde moitié du XIIe siècle. Le tympan, orné d'une fuite en Égypte, est sculpté en 1847 par Émile Sichler. Les chapiteaux présentent un décor de dragons ailés et d'entrelacs. Une ancienne porte gothique, datant peut-être de la fin du XIVe siècle, donnait autrefois accès depuis le cloître du prieuré au bas-côté de l'église. Probablement murée depuis la démolition du cloître par les jésuites, ses montants sont sans doute refaits à la fin du XIXe siècle. Un porc et un aigle sont représentés sous l'arc brisé du côté gauche et un chien sous l'arc du côté droit.

### Chapiteaux

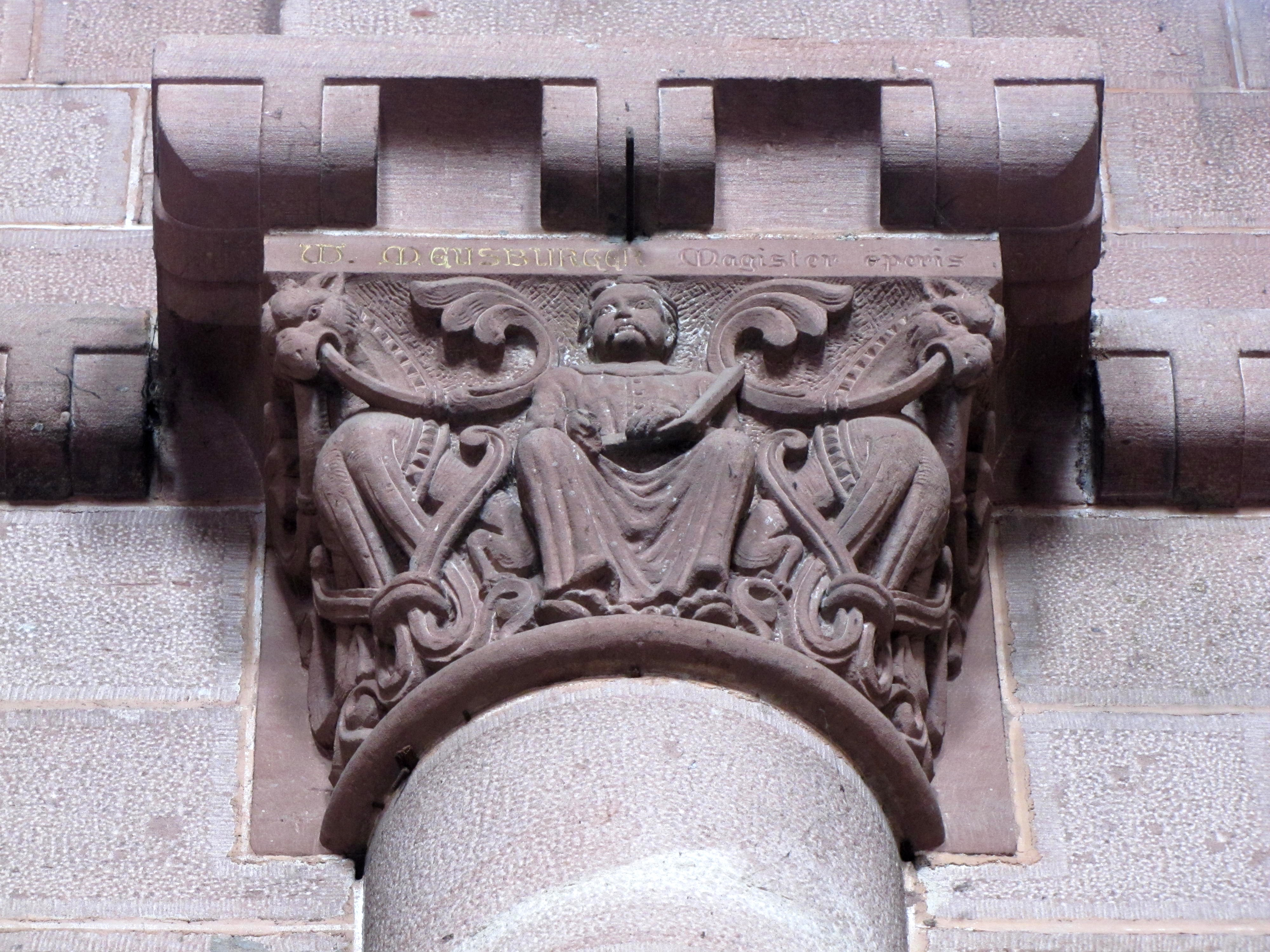
Chapiteau néo-roman de 1891 représentant l'entrepreneur W. Meusburger.

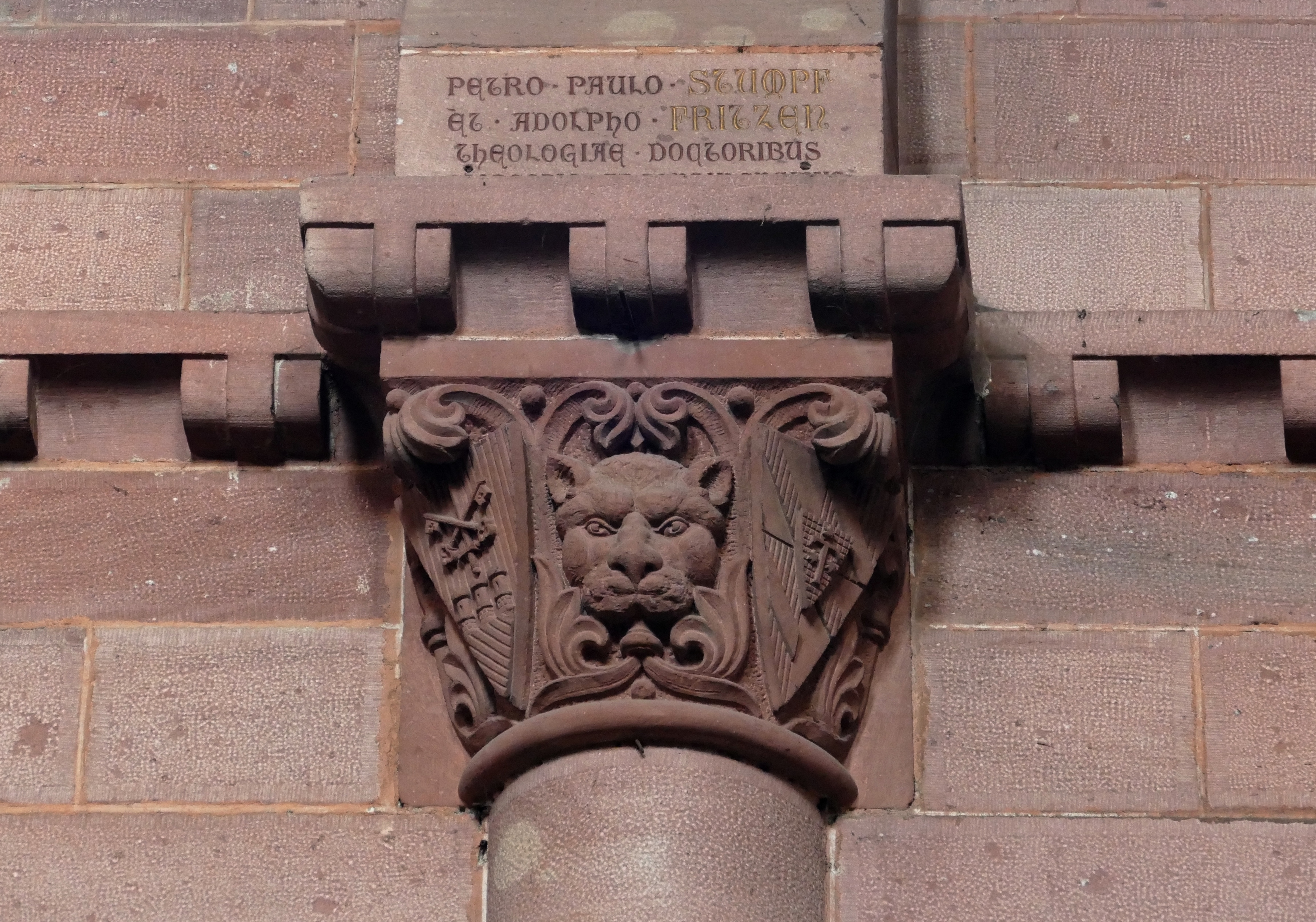
Chapiteau néo-roman de 1891 représentant l'évêque de Strasbourg Pierre-Paul Stumpf.

Les tailleurs de pierre responsables des chapiteaux des colonnes arrivent de Saint-Dié, d'un monastère de l'église primitive d'Irlande, possédant une liturgie fortement empreinte de symboles celtes. Responsables des décors romans des églises de Saint-Dié, on retrouve une forte ressemblance entre le décor de leurs chapiteaux et ceux reproduits dans le manuscrit du Livre de Kells. Des chapiteaux à feuilles d'acanthe, provenant probablement de l'édifice primitif du XIe siècle, sont remployés lors de la reconstruction du XIIe siècle. 
Les chapiteaux néo-romans des piles faibles du vaisseau central sont créés par l'architecte Winkler, lors de la restauration de la nef en 1891, et probablement sculptés par Gachon. Ils représentent sur le côté Sud l'architecte, le sculpteur et l'entrepreneur (W. Meusburger), dont les noms figurent sur les abaques, et sur le côté Nord, les armoiries et les emblèmes des responsables politiques (Clovis de Hohenlohe et Maximilien de Putkammer), religieux (curé Mury et les évêques coadjuteurs Pierre-Paul Stumpf et Adolf Fritzen) et administratifs de l'époque (maire Spies), complétés par des inscriptions commémoratives en latin, situées au-dessus des chapiteaux.

### Sculptures extérieures

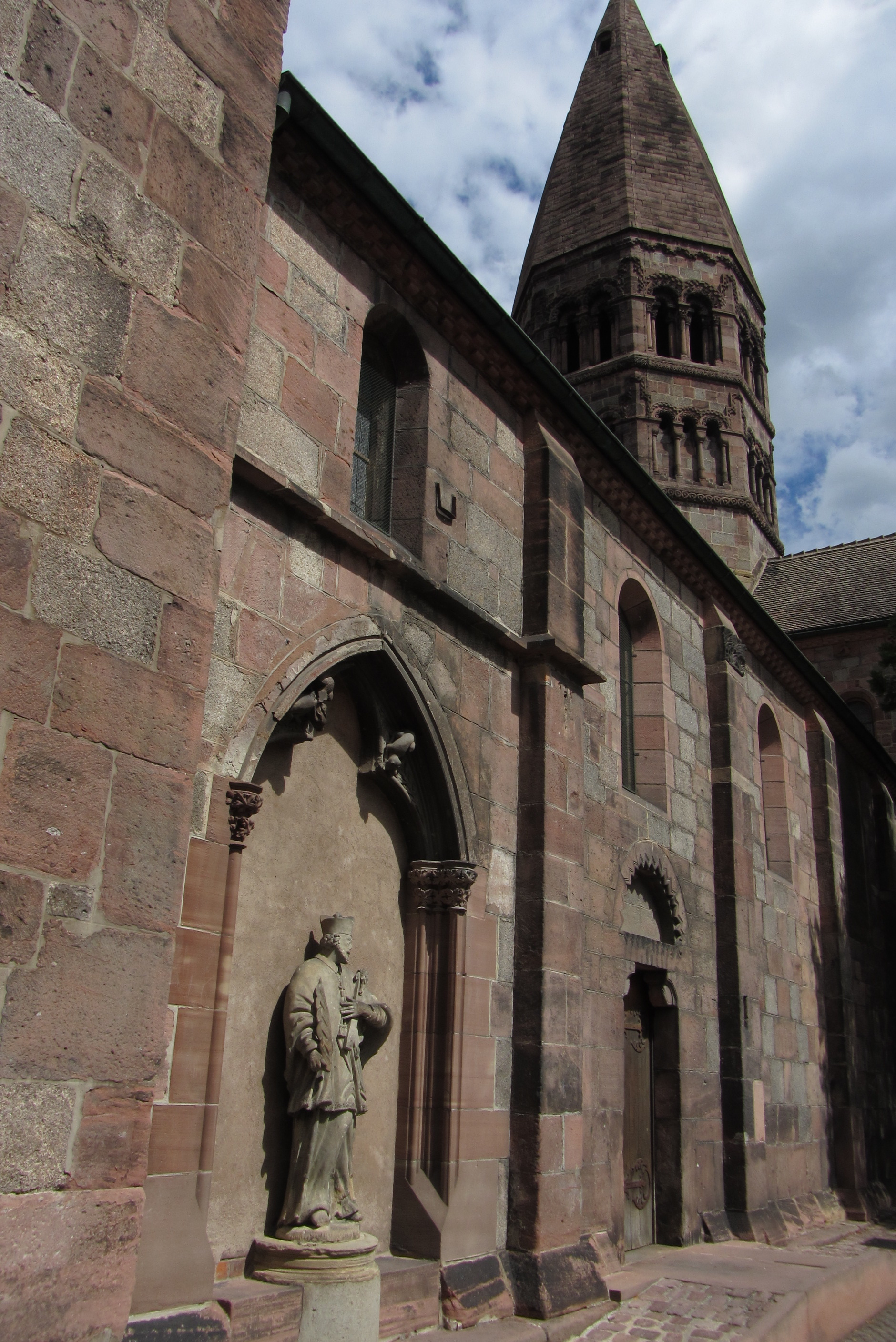
Statue de Saint-Jean de Népomucène (XVIIIe siècle)

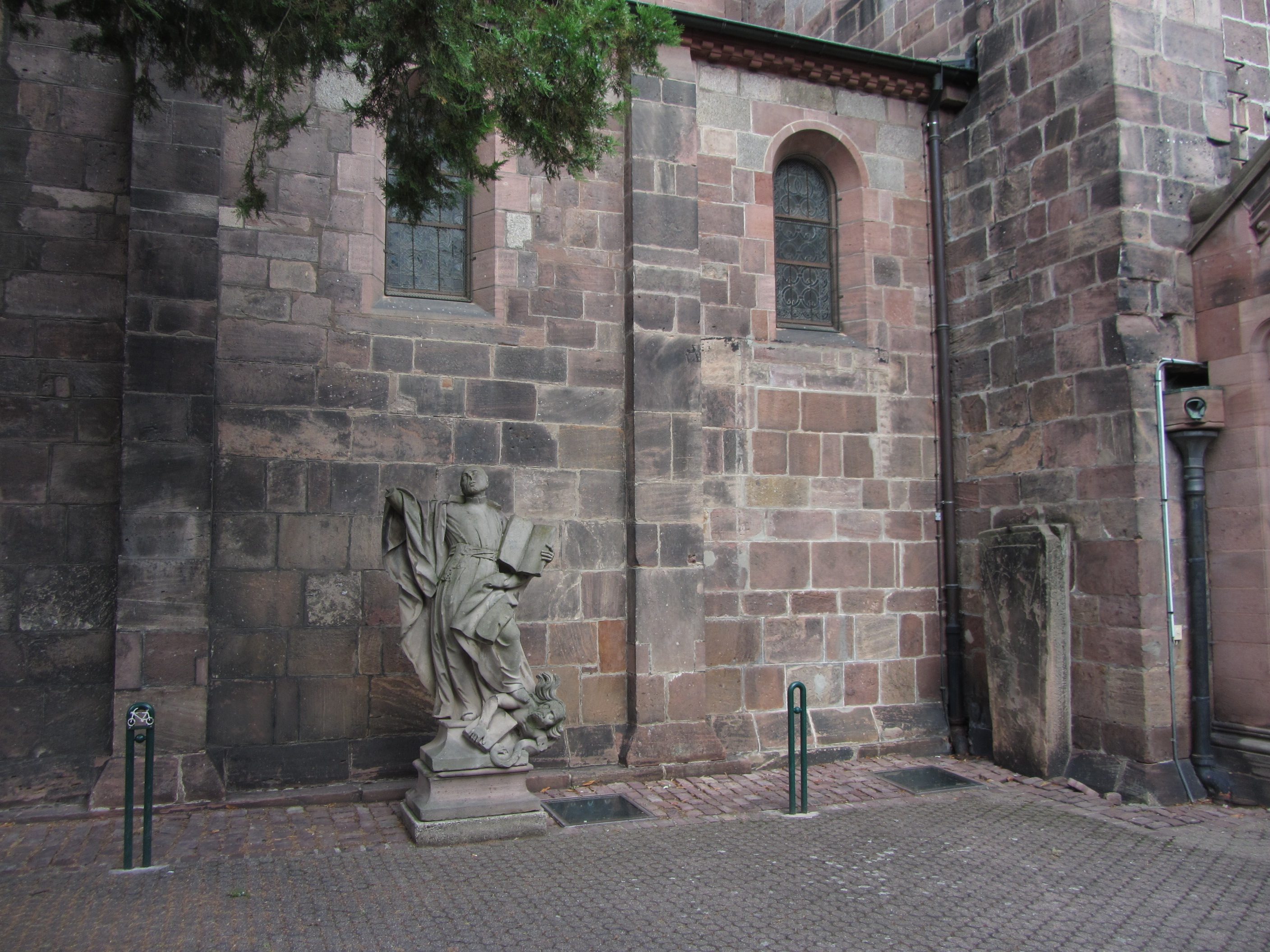
Statue de saint Ignace de Loyola écrasant l'hérésie (XVIIe siècle)

L'église possède plusieurs statues, exécutées entre les XVIIe et XIXe siècles. Une statue monumentale représente saint Ignace de Loyola écrasant l'hérésie. Elle provient du portail principal du collège des jésuites, construit en 1688-1689, à l'Ouest des anciens bâtiments du prieuré, et se situait dans une grande niche surmontant la porte, entre une double colonnade. La main gauche du saint, ainsi que le bas du visage et le bras droit de l'hérésie ont disparu. Une statue de saint Jean Népomucène, en grès taillé, date du XVIIIe siècle.

### Ameublement intérieur

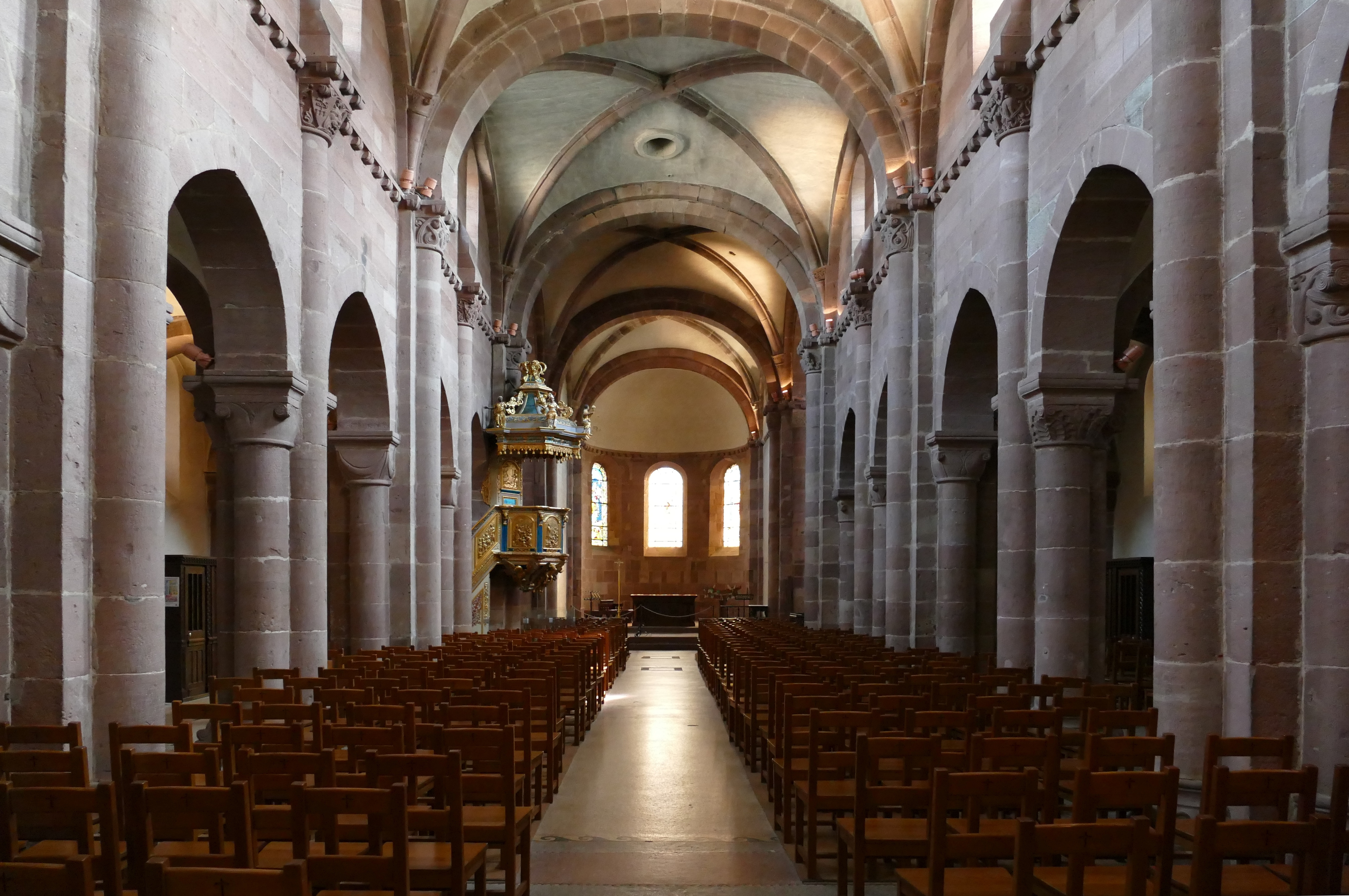
Vue intérieure de la nef vers le chœur.
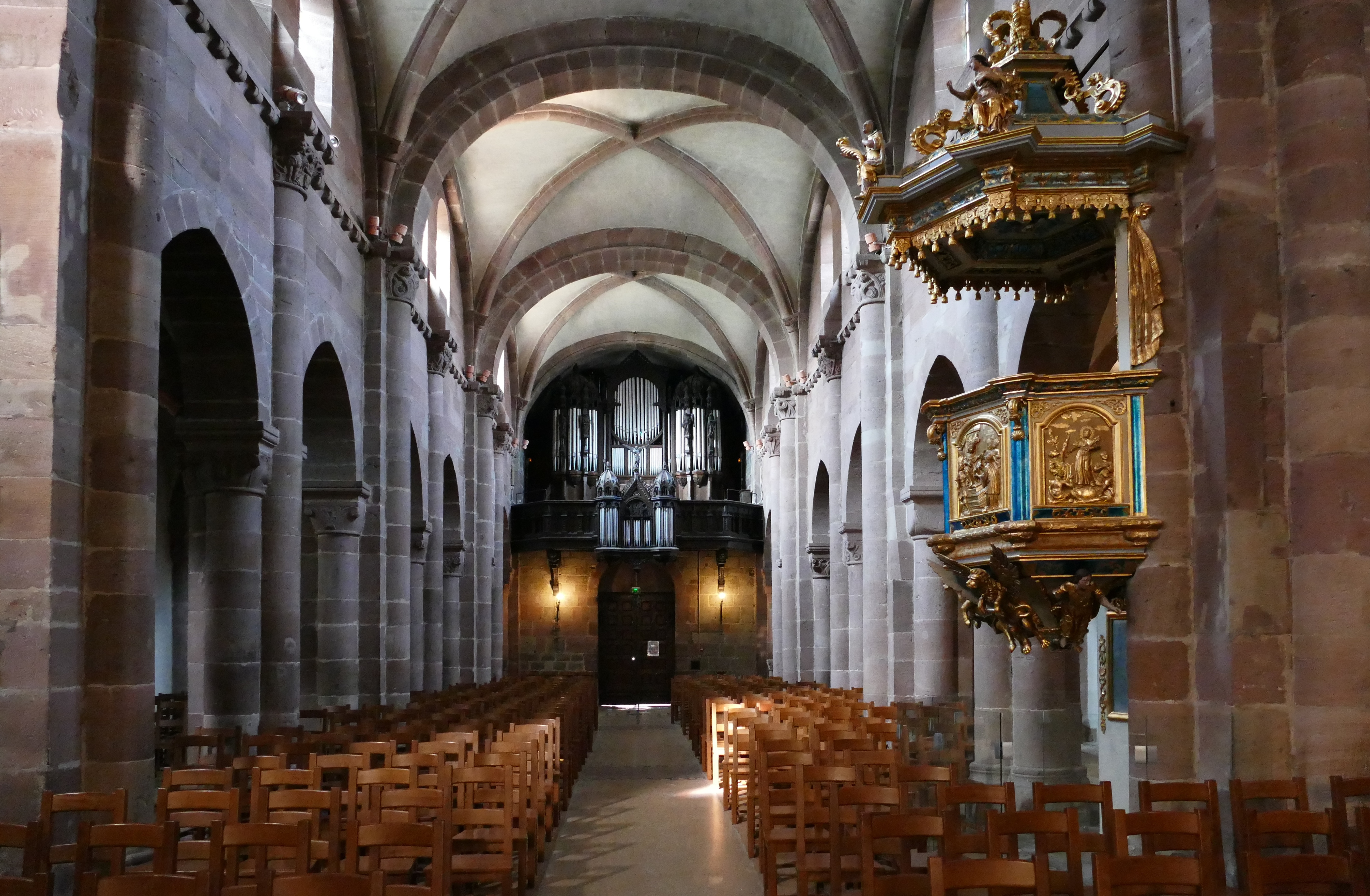
Vue intérieure de la nef vers la tribune d'orgue.
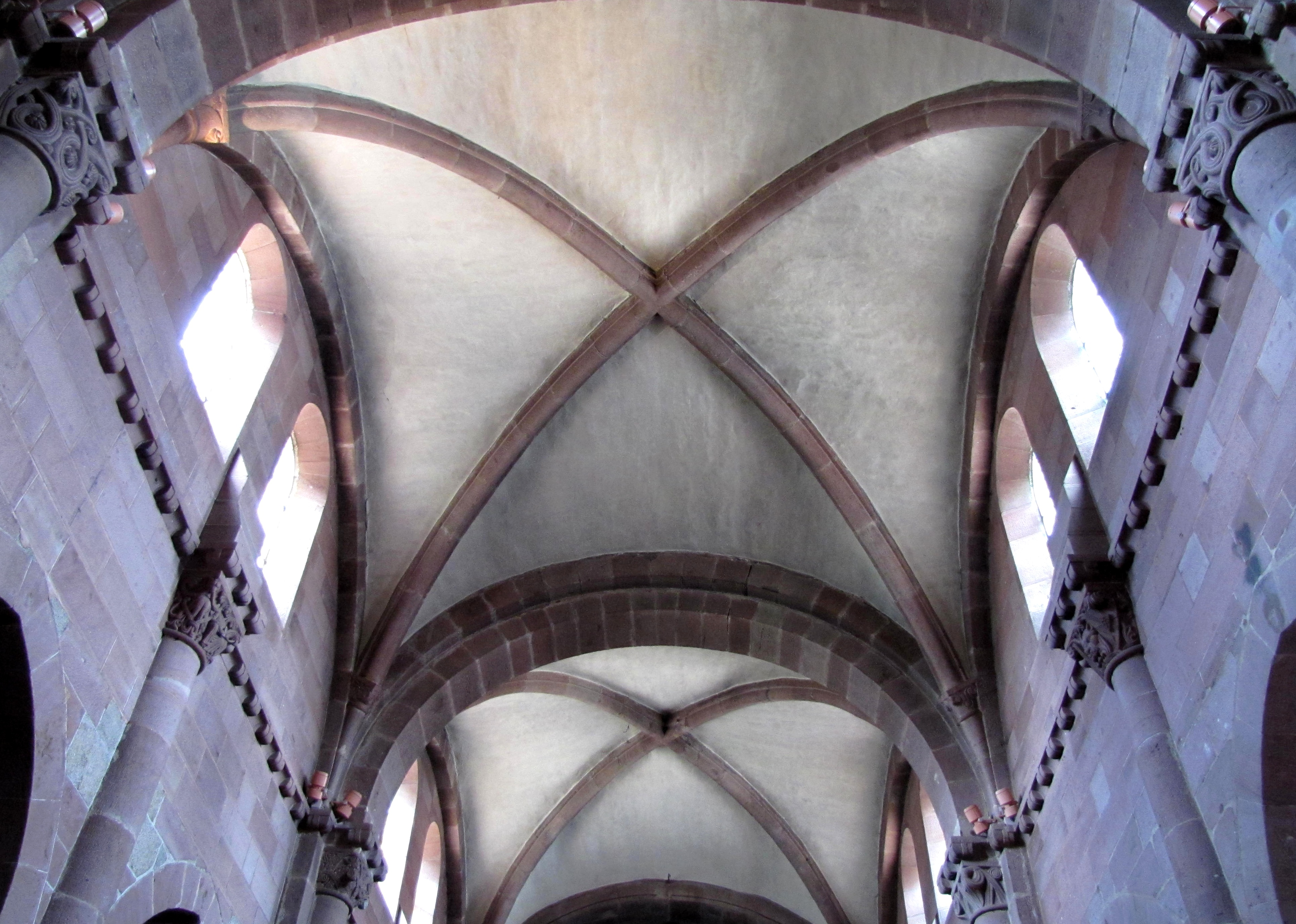
Voûtes et croisées en plein cintre de la nef.

#### Autels
Les plans d'un ensemble de deux autels avec retables, dédiés à la Sainte Vierge et à la Sainte-Croix, ainsi qu'aux saints jésuites - et plus particulièrement à saint François Xavier - sont fournis par le père jésuite Ignace Sainct-Lô durant le second quart du XVIIIe siècle. Les sculptures sont réalisées de 1728 à 1730 par Johann Léonard Meyer, qui laisse sa signature et la date d'exécution, gravées au revers d'une statue et du relief. Autels et retables sont supprimés en 1892, lors de la grande restauration de l'église. La statue du Christ en croix et le relief de saint François Xavier, mort, sont conservés dans l'église et la Vierge à l'Enfant est actuellement exposée dans l'église Saint-Georges. L'étudiant est conservé au Badischelandes Museum de Karlsruhe, l'enfant indien a disparu et les autres statues sont conservées à la Bibliothèque humaniste de Sélestat. 
Il s'agit d'autels droits, avec gradins sur soubassements débordants. Les retables possédaient quatre colonnes corinthiennes, des entablements à frontons interrompus et des couronnements galbés et cintrés. L'autel de la Sainte Vierge présentait une statue de la Vierge à l'Enfant debout, saint Louis de Gonzague et l'étudiant agenouillés, saints Stanislas Kostka et Jean Berchmans debout, ainsi que quatre anges sur le couronnement. L'autel de la Sainte Croix représentait le Christ en croix, entre saint François Xavier et un enfant indien agenouillés, saints François Borgia et Ignace de Loyola debout, saint François Xavier sur son lit de mort sous la table d'autel, et les mêmes quatre anges sur le couronnement. Le Christ en croix provenant de l'autel de la Sainte-Croix est fixé quelque temps à l'extérieur après 1892, sur la porte murée du bas-côté Sud, puis dans le porche de l'église.

#### Chaire à prêcher baroque

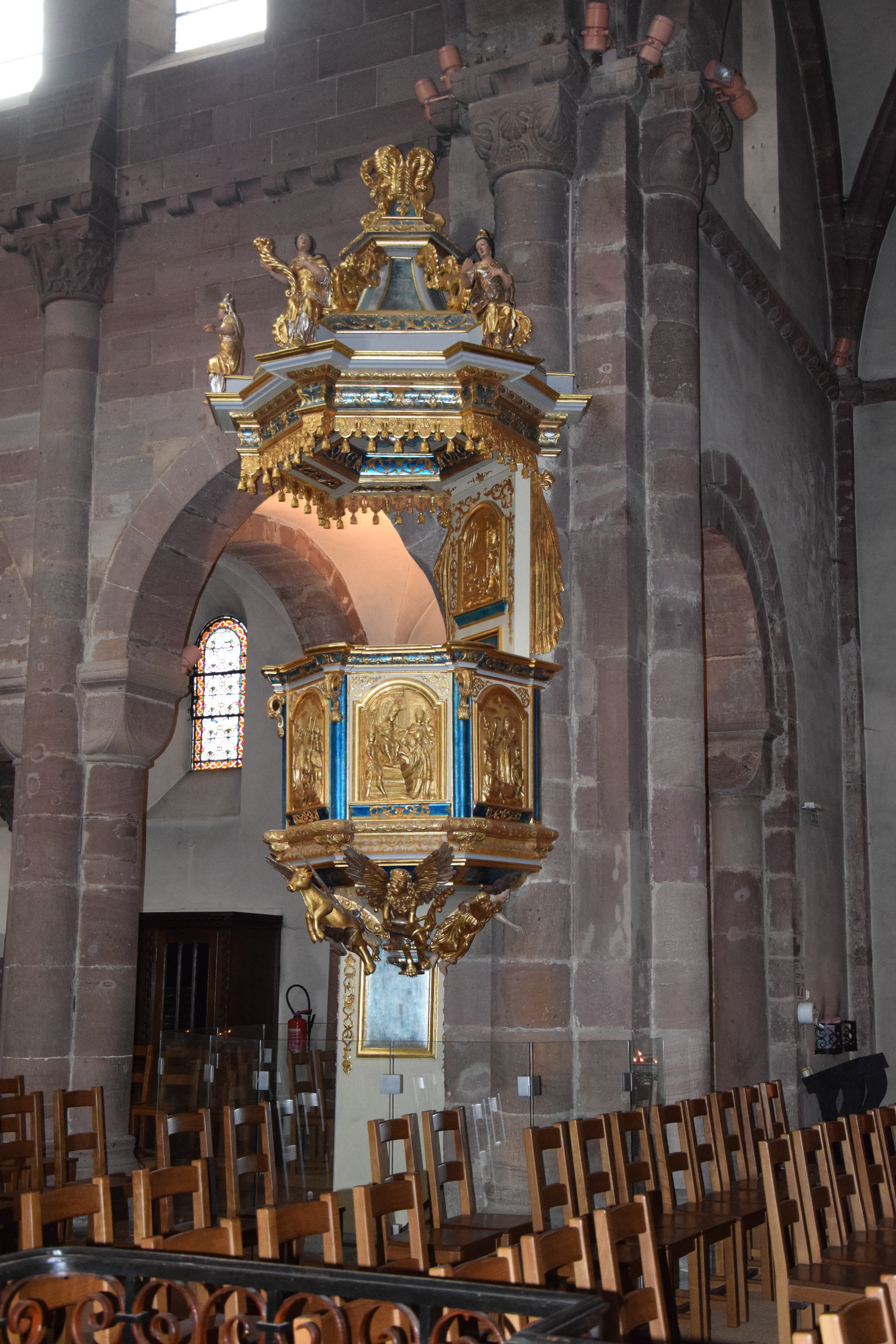
Chaire baroque de 1733.

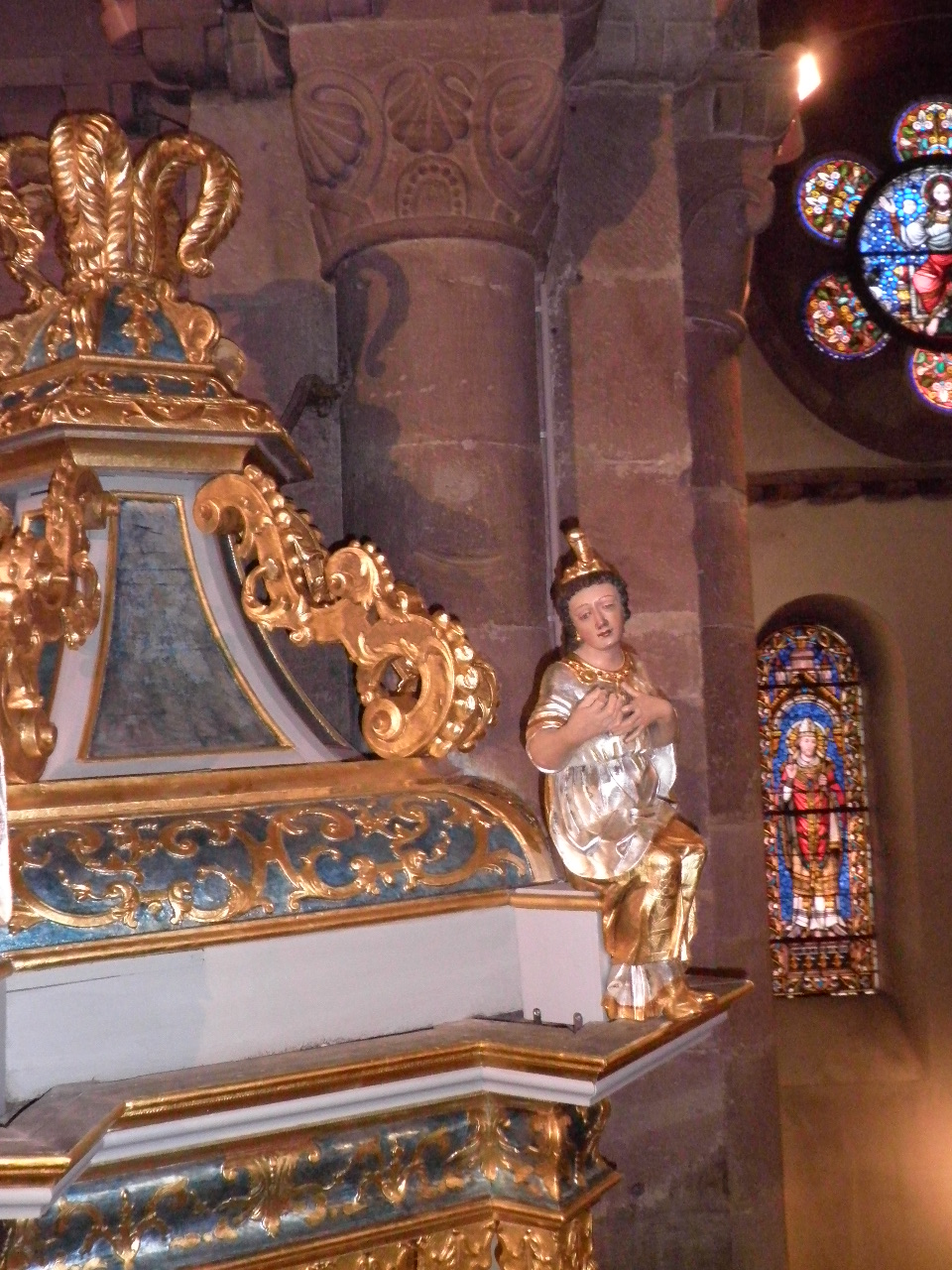
Représentation de la statue de l'Europe des continents

La chaire,, en bois polychrome, est réalisée en 1733, d'après le programme iconographique du père jésuite Ignace Saint-Lô, mais le sculpteur est inconnu. Le tétramorphe, figuration des quatre évangélistes, la représentation humaine (saint Mathieu), le lion (saint Marc), le taureau (saint Luc) et l'aigle (saint Jean), sont représentés sous la cuve - avec le nom des Évangélistes inscrits sur des phylactères - et les Pères de l'Église à ses angles (deux statuettes ont été volées pendant la dernière guerre, la troisième en 1970, tandis qu'une quatrième est conservée). Les allégories des quatre continents décorent l'abat-voix et une scène présentant Saint Ignace de Loyola qui réussit à convertir saint François Xavier au collège Sainte-Barbe à Paris, figure sur la porte donnant accès à l'escalier. De nombreuses scènes décrivent la vie de saint François Xavier, dont un gisant a été placé à quelques de mètres de là. Sur la rampe de l'escalier est représenté le rêve prémonitoire de François Xavier qui porte un Indien, d'Inde sur l'épaule, éteint un incendie et baptise des enfants. Sur la cuve, il délivre un possédé du démon, remet l'Évangile à un chef Indien, prêche aux habitants des Indes et baptise des indigents. Sur le dorsal, il arrive aux Indes et vénère la croix devant deux Indiens. La chaire est classée monument historique depuis le 18 avril 1974, à titre d'objet. Elle a été entièrement restaurée en 2011 par l'atelier Luciole, Pascale Vallon de Rombach-le-Franc.
Par ailleurs, le pied et la cuve godronnée des fonts baptismaux semblent également dater du XVIIIe siècle, mais le socle et le couvercle sont modernes. 

#### Orgues

##### Orgue de tribune

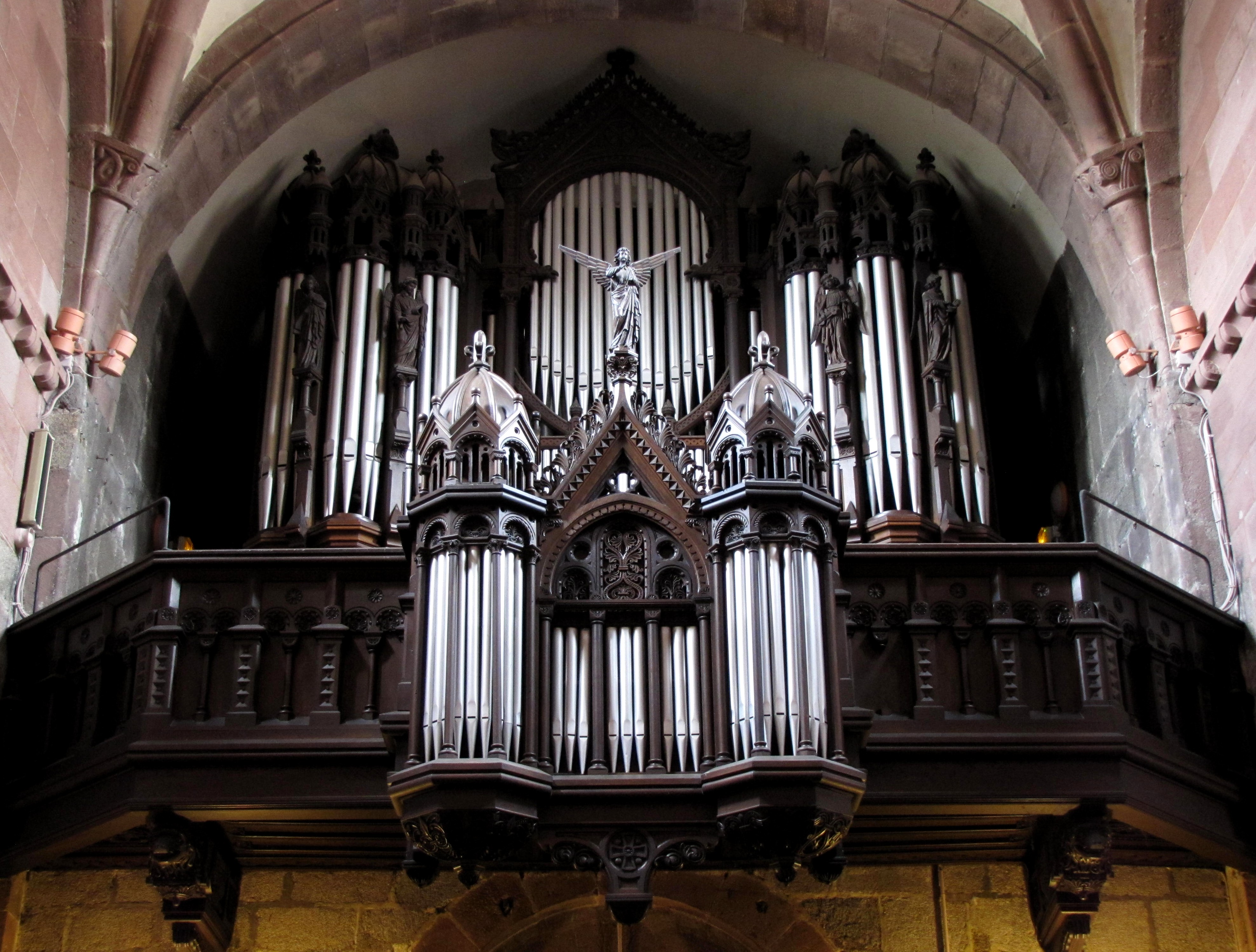
Orgue de tribune Rinckenbach (1892)

Un premier orgue, datant du XVIIe siècle, est vendu à l'église de Marckolsheim en 1698. Un second instrument est construit cette même année par le frère Lai d'Ebersmunster. Un troisième orgue, apparu en 1758, disparaît lors de la révolution. Le frère Roos, organiste, y joue des danses françaises et des menuets, ce qui lui attire les foudres de son auditoire en 1761. Un quatrième instrument, œuvre de Joseph Rabiny et François Callinet, est installé en 1808. Les frères Callinet le remplacent en 1843 par un orgue probablement très important, puisqu'avec trois claviers et quarante-six jeux, il égalait presque celui de Masevaux. 
Un orgue mécanique, possédant vingt-quatre jeux répartis sur deux claviers et une pédale, est installé en 1892 par Martin Rinckenbach. Il prend place dans un buffet néo-gothique en chêne, réalisé par l'atelier Klem de Colmar d'après le projet de l'architecte Charles Winkler. Les couronnements, très particuliers, sont arrondis en ogives et cinq statuettes d'anges divisent les tourelles du grand buffet. L'instrument est pneumatisé en 1910-1911, par Joseph Rinckenbach, le fils de Martin, tout comme à Cernay et à Thann. Les autorités allemandes ordonnent la réquisition des tuyaux de façade en avril 1917. Des réparations sont opérées en 1922 par Roethinger, qui remplace la Montre, et en 1938, avec l'installation d'un relais pneumatique. La traction des registres est électrifiée par Georges Schwenkedel en 1952-1953, qui change également certains jeux. Son fils Curt effectue des travaux en 1967 et Guerrier répare l'instrument en 1977. Cet orgue est actuellement muet, à la suite de l'installation d'un orgue électronique à la place de la console.

##### Orgue de chœur

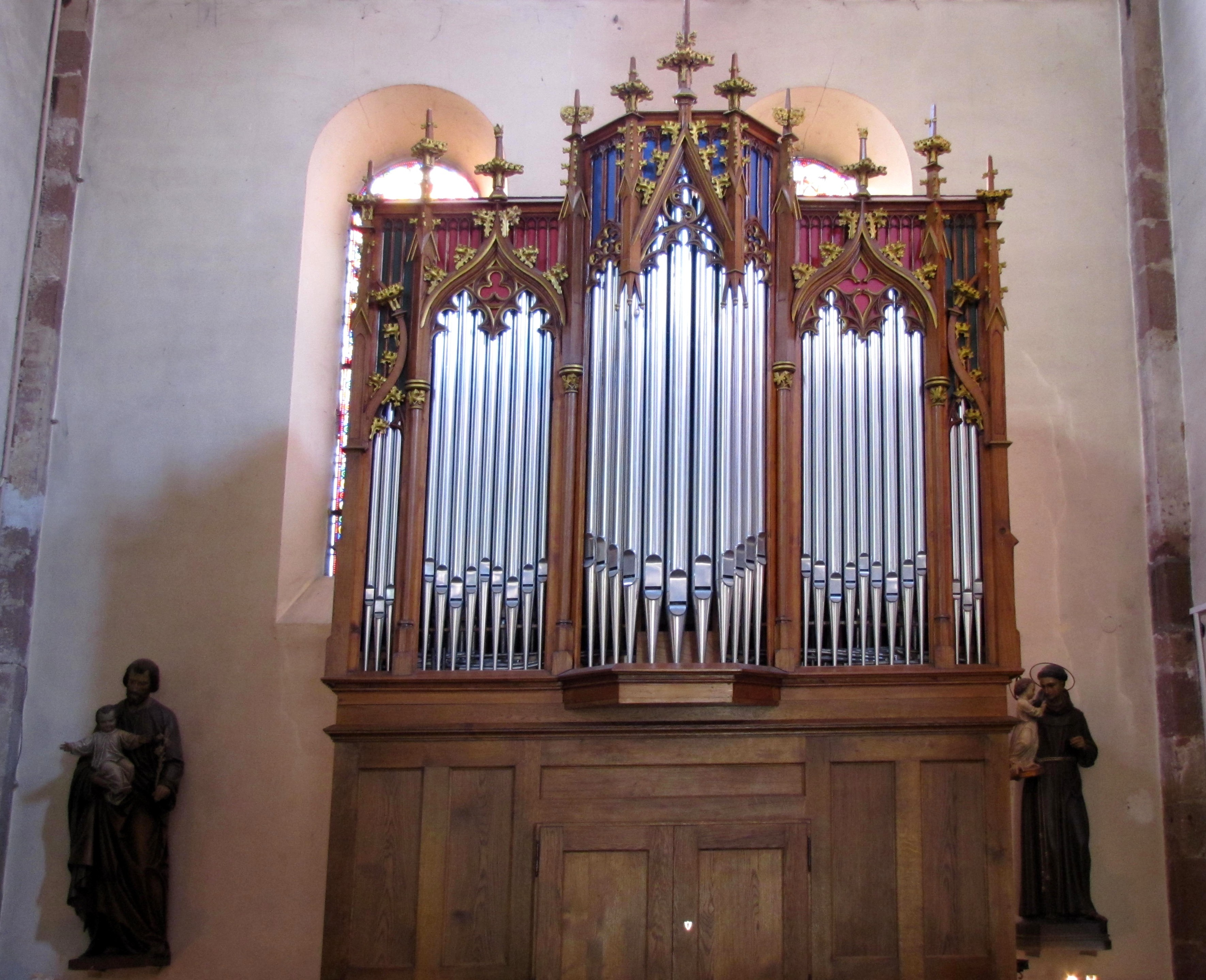
Orgue de chœur Matthaeus Moessmer-Dott (1880)

L'orgue de tribune Rinckenbach n'étant plus utilisable depuis 2001, la paroisse propose alors de placer dans le chœur l'ancien orgue de l'hôpital-maison de retraite Saint-Quirin, restauré en 2002 par Richard Dott,. L'édifice occupé par l'hôpital de Sélestat était l'ancien monastère des dominicaines de Sylo, s'y étant réfugiées en 1254 après l'incendie de leur couvent. Un orgue y est installé en 1701 par le frère Lai d'Ebersmunster, tout comme pour l'église Sainte-Foy. Cet instrument cède sa place en 1750 à un orgue de Johann Andreas Silbermann, conservé aujourd'hui à Sundhouse, à la suite d'un déménagement effectué par Joseph Bergäntzel en 1793. 
L'édifice devient l'hôpital Saint-Quirin dès 1796 et officiellement en 1807. Un harmonium est acheté en 1860 pour la chapelle mais, en 1877, l'hôpital reçoit un legs d'un de ses anciens pensionnaires, M. Thouvenin, à condition qu'une partie de l'argent serve à la construction d'un orgue pour la chapelle. L'instrument est donc commandé à un facteur local, Matthaeus Moessmer, dont il s'agit sans doute du seul orgue neuf qu'il construisit Achevé en 1880, l'instrument est conçu pour être placé en tribune, muni d'une console indépendante et latérale. La maison Martin Rinckenbach d'Ammerschwihr fournit très probablement la tuyauterie et assure l'entretien de l'instrument après 1883. Franz Kriess effectue une transformation en 1909. Les autorités allemandes ordonnent la réquisition des tuyaux de façade en mars 1917 et ils seront remplacés par Kriess en 1929 par des tuyaux en zinc.
La chapelle Saint-Quirin ne servant plus au culte, les hospices de Sélestat font don en 2000, de l'orgue - en piteux état - au conseil de fabrique de la paroisse Saint-Georges et Sainte-Foy. Les deux églises semblent posséder des arguments pour installer l'orgue : Sainte-Foy présente des libertés au point de vue de l'espace, tandis que Saint-Georges est préféré pour des questions d'esthétique. Mais l'incident qui rendit inutilisable l'orgue de Sainte-Foy décida la paroisse à le remplacer, en attente de sa réparation, par l'orgue, rénové, de la maison de retraite Saint-Quirin. Richard Dott, chargé des travaux, fait alors construire un soubassement abritant une console en fenêtre frontale et une mécanique neuves, afin de placer l'orgue Moessmer dans le chœur. Le buffet, rendu polychrome, est conservé, de même que la plupart de la tuyauterie de Moessmer. Une façade neuve, en étain, remplace les tuyaux provisoires de 1929. Un sommier de pédale neuf et une fourniture de trois rangs sont installés. Le nouvel orgue est inauguré le 27 septembre 2002 et attend de pouvoir gagner l'église gothique Saint-Georges, dans laquelle son décor néogothique s'accordera davantage.

#### Vitraux

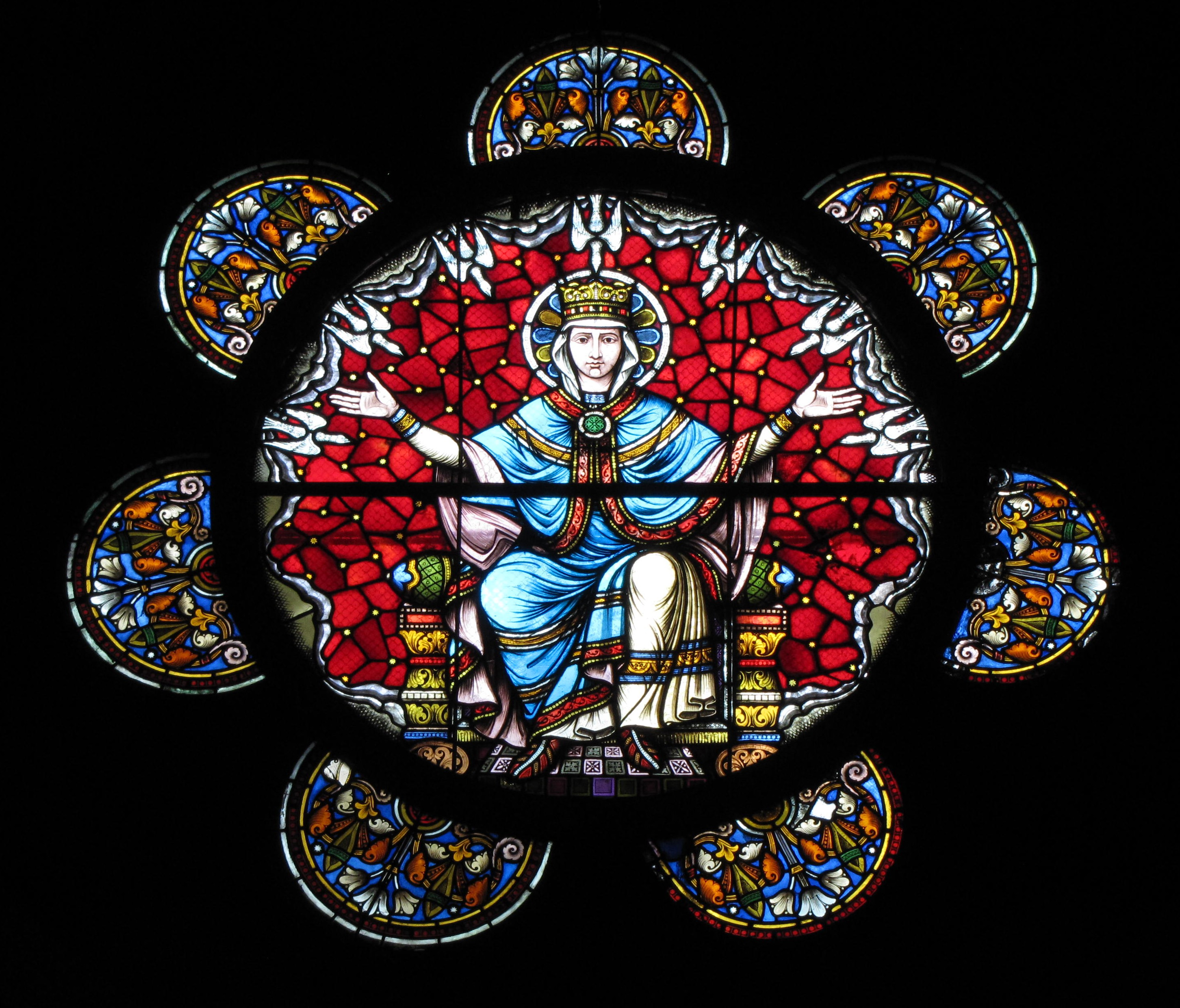
Rosace néo-romane du transept Nord (Ott frères, 1892).
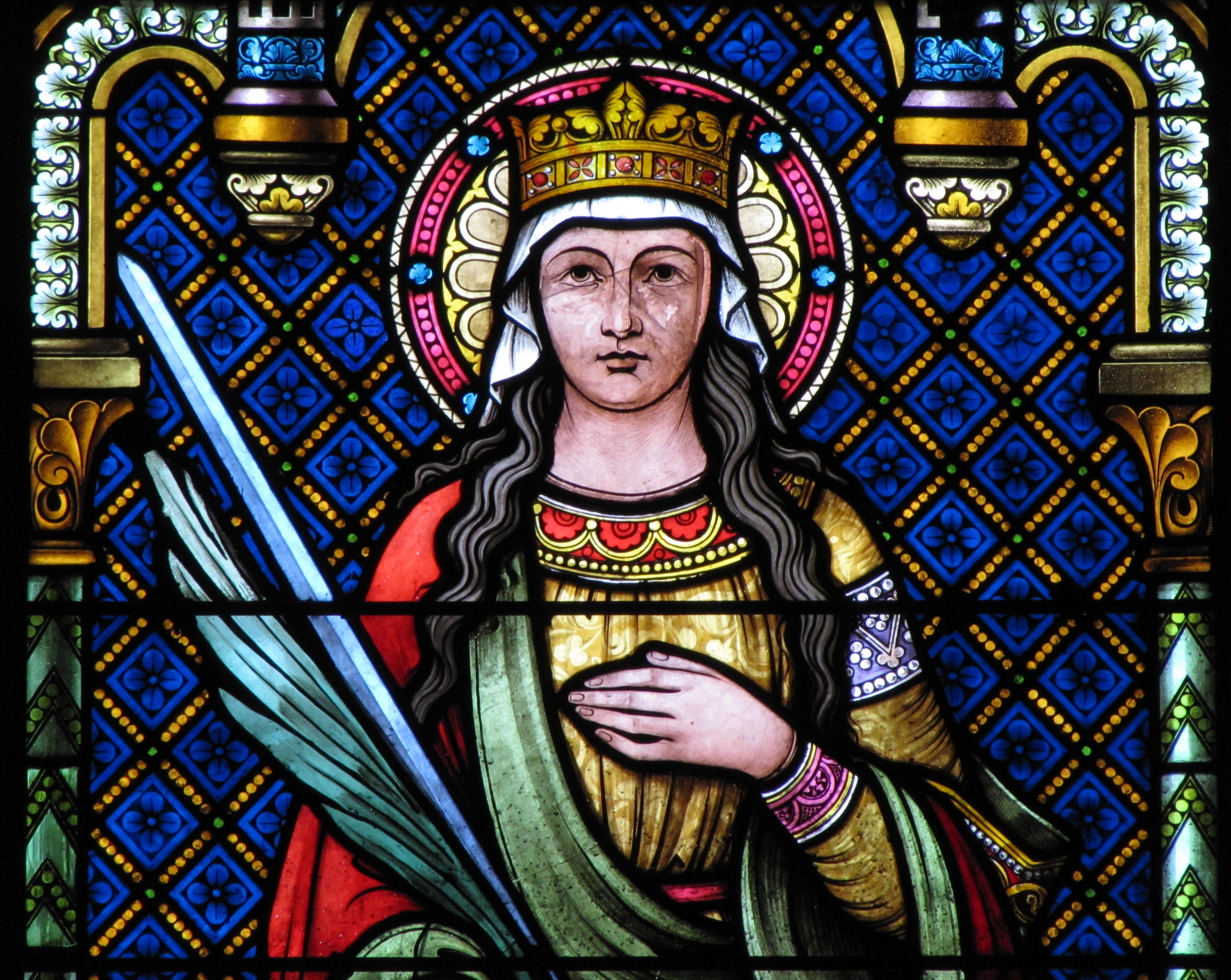
Verrière néo-romane de l'abside Est: sainte Foy.
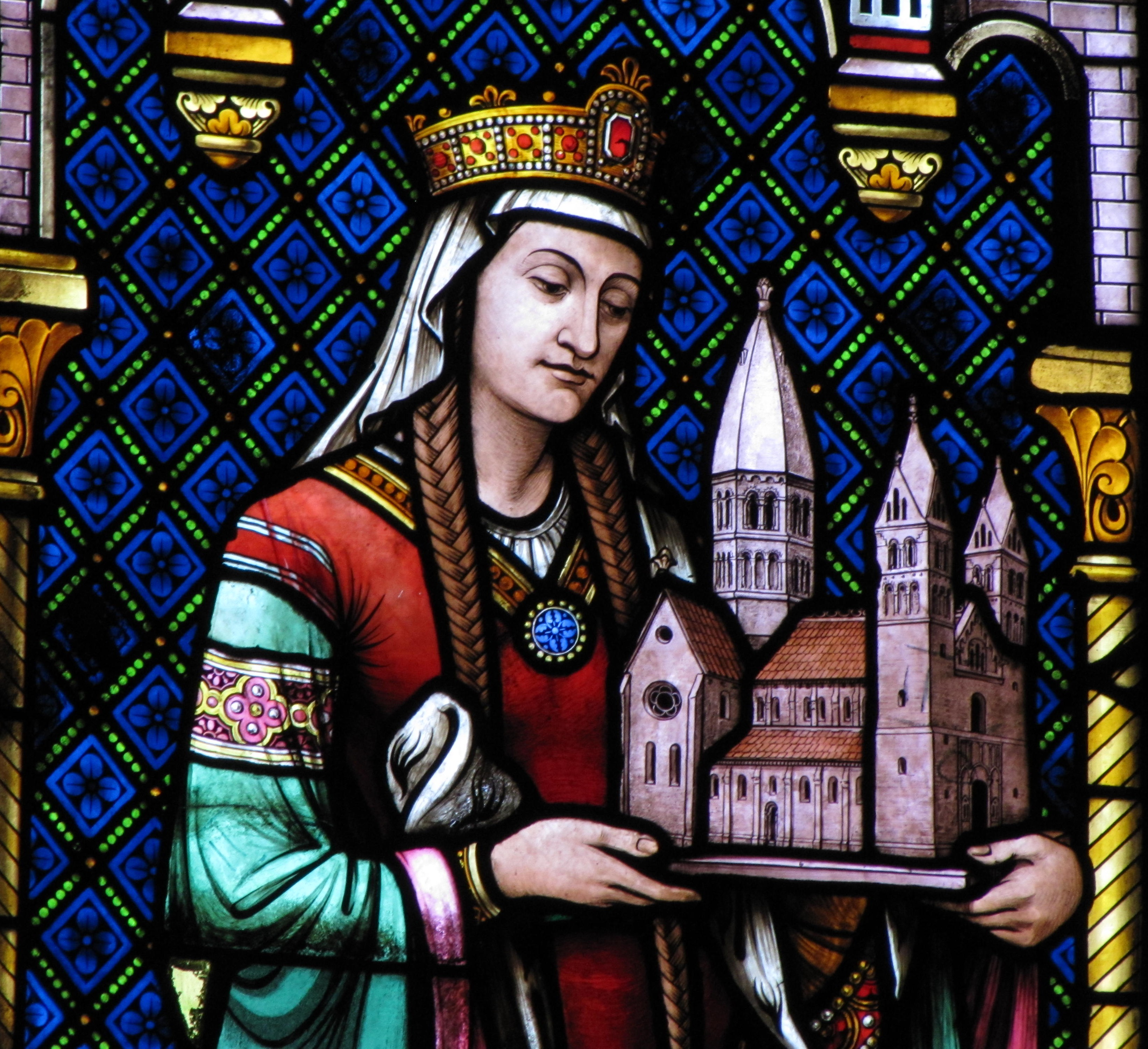
Verrière néo-romane de l'abside Nord: sainte Hildegarde.

L'église abrite aussi, entre autres, un vitrail représentant le Pape Saint-Léon IX, pape alsacien originaire de Eguisheim (Haut-Rhin), et un autre représentant Sainte-Odile, la sainte alsacienne, représentée avec la Bible en main, sur laquelle figurent deux yeux pour rappeler qu'elle fut aveugle. 

#### Sculptures
Une ancienne statue de procession représentant le Christ, de l'époque des jésuites, semble dater du premier quart du XVIIIe siècle. L'avant-bras droit de la statue a disparu. Une statue de la Vierge de Pitié, en bois polychrome, date du XVIIIe siècle. Une statue de sainte Foy est offerte en 1871 par le curé Joseph Mury, auteur de la restauration de l'église et de la remise en vigueur de la dévotion à sainte Foy. En bois polychrome, elle porte sur le socle l'inscription : Donadedit J.Murii Parochia 1871. 

#### Monuments funéraires
L'église renferme plusieurs monuments funéraires, datant du Moyen Âge au XIXe siècle. Le plus ancien, une dalle funéraire en grès rose présentant deux écus superposés illisibles, date du milieu du Moyen Âge. Un fragment brisé de la dalle funéraire en grès jaune du prêtre Jean-Baptiste Diellss, décédé en 1784 à l'âge de cinquante-deux ans, présente une épitaphe gravé en latin. Une stèle néogothique, accolée au mur derrière la chaire, est composée par les époux Ignace Sichler et Anne Catherine Vallastre. Sculptée probablement en 1830, elle est dédiée au curé de la paroisse, de 1815 à 1829, Joseph Antoine Schaal (1753-1829) sur la stèle on a gravé François Antoine, mais le prénom de baptême est bien Joseph Antoine, comme l'indique également son acte de décès), décédé le 24 décembre 1829. En grès jaune bigarré, elle présente une épitaphe en allemand et un bas-relief, figurant le Christ bénissant les enfants.

### Sacristie
Le meuble de sacristie, en chêne, est commandé par les jésuites en 1751. Des rinceaux décorent le fronton et les armes des jésuites sont représentées sur le battant central supérieur, avec une grande croix portant le Christ. Un corbeau sculpté d'une tête d'homme, datant de la seconde moitié du XIIe siècle, est réutilisé sur la sacristie, construite lors des restaurations de la fin du XIXe siècle. 

#### Orfèvrerie
Deux calices en argent doré, datant de la seconde moitié du XVIIIe siècle, sont conservés dans l'église. Décorés de motifs de rocaille, ils portent le poinçon de Strasbourg sur le carré du pied. Un troisième calice en argent doré, décoré de guirlandes, de raisins, de roses et de blés, présente le poinçon de Jacques Henri Alberti, maître orfèvre à Strasbourg, et la date 1779. Un ensemble formé par un calice et un plateau avec burettes est conservé dans sa boîte d'origine. Fourni par Picard, il est réalisé par l'orfèvre François Hubert Martin, actif à Paris entre 1830 et 1862. Le poinçon de maître, F H M, est visible sur la coupe, la fausse-coupe, le pied du calice, mais est illisible sur les burettes et le plateau. Dans la boîte, l'étiquette précise : " Bronzes & Orfèvrerie pour églises, Picard, rue de Sèvres, 8, Paris ". Un calice et une patène sont réalisés par Eugène Braun de Strasbourg, durant le quatrième quart du XIXe siècle. En cuivre doré et émail, ils sont offerts par les paroissiens à leur curé J.M. Mury, probablement en 1895, pour fêter ses cinquante années de sacerdoce. Représentant la Sainte Vierge, saint Joseph, le Christ et sainte Foy, le calice porte l'inscription : Parocho nostro J.M. MURY 17 mai 1845-1895.

## École des jésuites

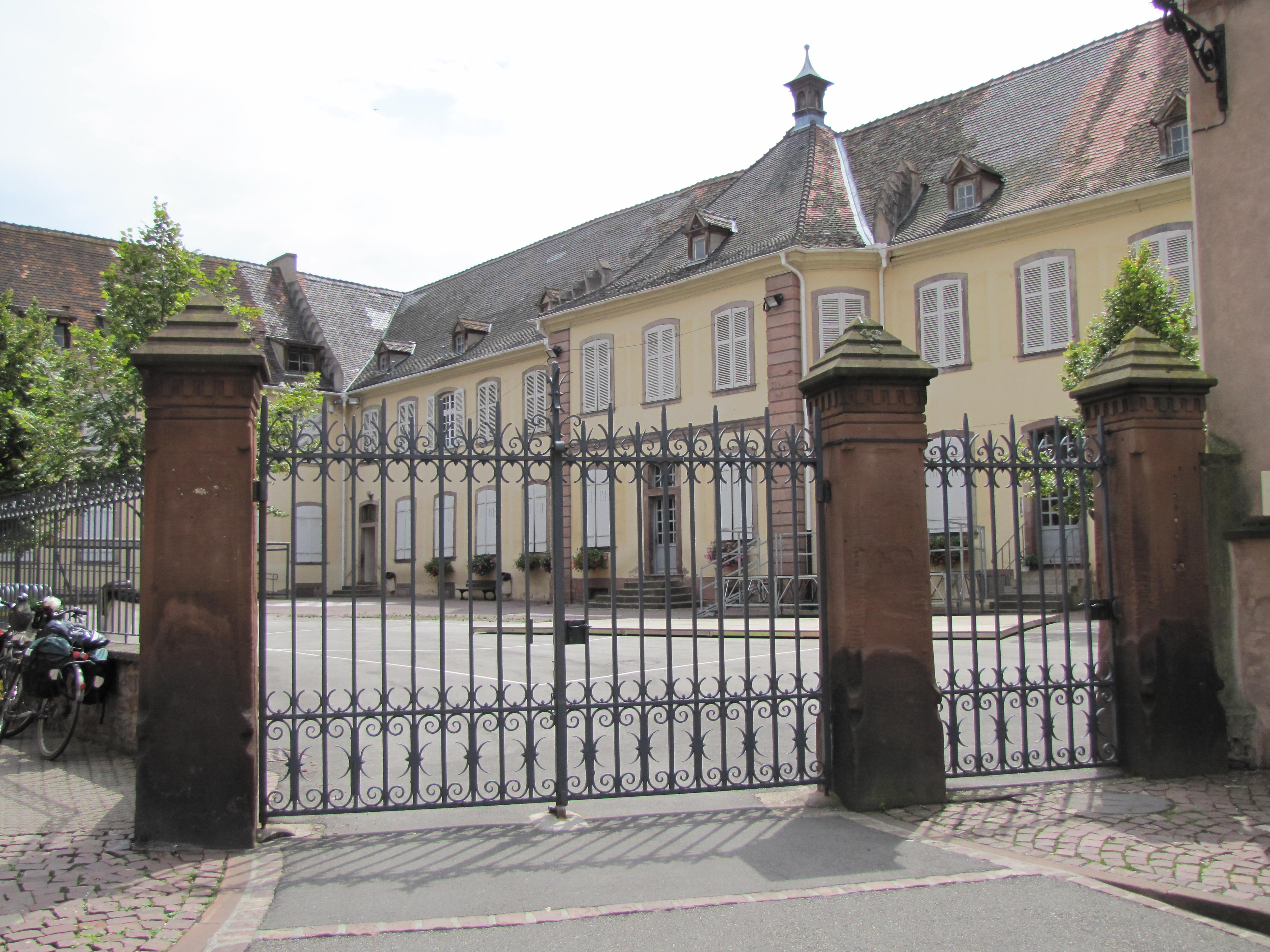
Ancienne école des Jésuites (XVIIIe siècle).

Les jésuites, installés à Sélestat depuis 1615, ouvrent une école en 1621, en demandant un terrain de construction au magistrat. Celui-ci tente de résister, malgré l'insistance de Léopold V d'Autriche-Tyrol, évêque de Strasbourg et Passau, protecteur des jésuites. Le magistrat achète deux maisons en 1623 et fait détruire la chapelle, dédiée à Saint-Jean-Baptiste, afin d'aménager une cour sur son emplacement. Un bâtiment d'école est construit en 1687 et, en 1731, les jésuites désirent construire une école plus vaste. Ils demandent alors l'autorisation à l'intendant, qui refuse, mais une nouvelle demande est acceptée en 1737. Projet et devis sont dressés par Jean Martin Diringer, architecte communal. Le plan est revu en 1740 et la construction démarre deux années plus tard, après que l'inspecteur principal des ponts et chaussées, M. François, ait examiné le projet et revu le devis. L'entreprise Gallay de Strasbourg est chargée des travaux de maçonnerie, de plâtrage et de couverture. L'école est inaugurée le 28 juillet 1745, comprenant alors trois salles de classe au rez-de-chaussée, quatre à l'étage et une salle de théâtre au 2e étage. Le fronton de l'élévation intérieure présente un tympan avec des pierres d'attente pour un décor sculpté. 
L'établissement ferme ses portes en 1765, lors de l'expulsion des jésuites. Le bâtiment abritera alors successivement le tribunal de 1791 à 1800, puis le collège communal de 1803 à 1806, à nouveau le tribunal de 1806 à 1870, puis l'école normale d'institutrices de 1872 à 1921 et enfin la cité administrative. Aujourd'hui, le bâtiment abrite une école primaire. La distribution intérieure est complètement transformée et seule la cage d'escalier date du XVIIIe siècle. La rampe en fer forgé serait, d'après Alexandre Dorlan, signée par le ferronnier Michel Schultz et datée de 1743. Un campanile, ajouté sur le toit au XIXe siècle, est supprimé au XXe siècle.

## Le livre des miracles de sainte Foy

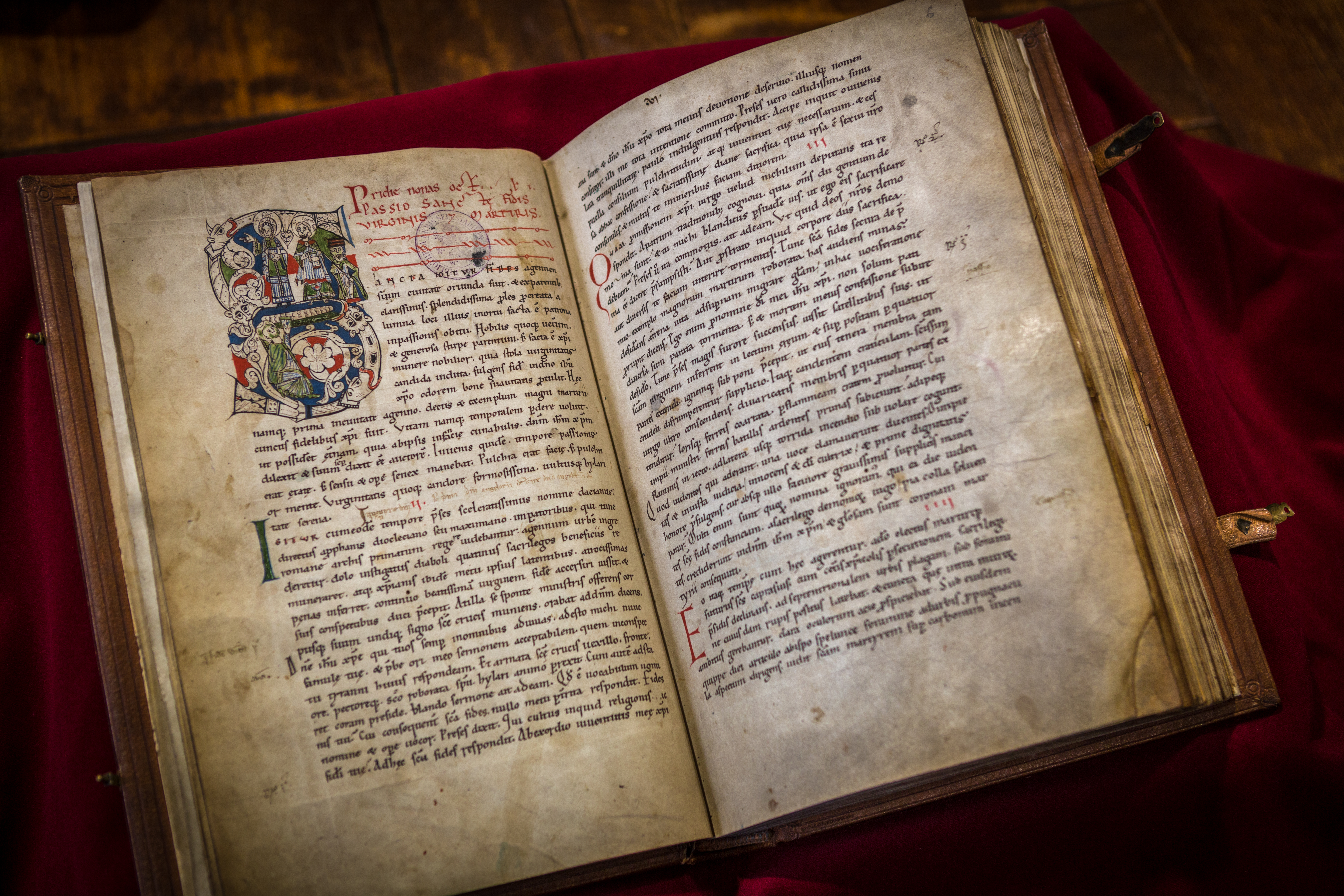
Livre des miracles de sainte Foy

La tradition médiévale rapporte que le récit du martyre et des miracles de sainte Foy, jeune chrétienne dont il est dit qu'elle fut martyrisée à Agen un 6 octobre, peut-être en 303, sous le règne de l'empereur Dioclétien, a été consigné dans un ouvrage intitulé Le livre des miracles de sainte Foy, dont la première rédaction, attribuée à Bernard d'Angers, date du XIe siècle. Le prieuré Sainte-Foy de Sélestat en possédait un exemplaire datant du XIIe siècle, considéré comme la version la plus complète et rédigée en minuscules carolingiennes sur du parchemin. Le livre ayant intégré la bibliothèque de Beatus Rhenanus, grand humaniste du XVIe siècle, il revient par la suite à la Bibliothèque humaniste de Sélestat.

## Galerie d'images